# 孙康
孙康，东汉末年徐州刺史陶谦麾下骑都尉臧霸手下孙观之兄。臧霸等人拥兵驻屯于开阳，形成半独立的势力。
建安三年（198年），曹操降服臧霸，臧霸依命召回旧部吴敦、尹礼、孙观、孙康等人归降。曹操以孙康为城阳太守，对吴敦等人也各有任命，割青、徐二州委任于臧霸。曹操厚待孙康、孙观兄弟，孙康后来也以功封列侯。